# Pedicia baikalica
Pedicia baikalica är en tvåvingeart som först beskrevs av Alexander 1930.  Pedicia baikalica ingår i släktet Pedicia och familjen hårögonharkrankar. Inga underarter finns listade i Catalogue of Life.